# Global Gladiators
Global Gladiators (ook wel Mick & Mack as the Global Gladiators) is een computerspel dat werd ontwikkeld en uitgegeven door Virgin Interactive. Het spel is gebaseerd op fastfoodketen McDonald's en kwam in 1993 uit voor diverse platforms.

## Spel
De speler bestuurt Mick of Mack in het platformspel en moet zich een weg door vier werelden banen: Slime World, Mystical Forest, Toxic-Town en Arctic World. Hierbij komt de speler onderweg op diverse plaatsen het McDonald's-logo, hamburgers en andere zaken uit het fastfoodrestaurant tegen. Tijdens het avontuur word je begeleid door Ronald McDonald die in het begin en aan het eind van elk level verschijnt. Om naar een volgend level te komen moet de speler een gouden boog zien te vinden. De speler bezit een supersoaper-achtig geweer waarmee slijmerige projectielen afgeschoten kunnen worden.
| Beoordeeld door                     | Jaar | Platform           | Score |
| ----------------------------------- | ---- | ------------------ | ----- |
| Sega Force                          | 1993 | Game Gear          | 86%   |
| Amiga Format                        | 1993 | Amiga              | 86%   |
| Sega Force                          | 1993 | Sega Mega Drive    | 83%   |
| Amiga Computing                     | 1993 | Amiga              | 81%   |
| Mega Fun                            | 1993 | Sega Mega Drive    | 75%   |
| Digital Press - Classic Video Games | 2005 | Sega Mega Drive    | 70%   |
| Sega-16.com                         | 2006 | Sega Mega Drive    | 70%   |
| Amiga Joker                         | 1993 | Amiga              | 63%   |
| Mega Fun                            | 1993 | Game Gear          | 61%   |
| GamesCollection                     | 2007 | SEGA Master System | 50%   |